# Japán nyúl
A japán nyúl (Lepus brachyurus) a Japán-szigetek endemikus nyúlfaja.

## Megjelenése
A japán nyúl viszonylag kis méretű nyúlféle, testtömege 1,3-2,5 kg között mozog, testhossza 45–54 cm, farokhossza pedig 2–5 cm. Szőrszíne a világosabb vörösbarnától a sötét barnásszürkéig terjed. Fején és lábain változó méretű fehér foltok is megfigyelhetőek. Azokon a tájakon, ahol jelentős mennyiségű hó esik, téli bundája fehér színű, amely a tavaszi vedlés után visszavált az eredeti barnára. Fülei 6-8 centiméter hosszúak.
Négy alfaja ismert:
- Lepus brachyurus brachyurus
- Lepus brachyurus angustidens
- Lepus brachyurus lyoni
- Lepus brachyurus okiensis

## Elterjedése és életmódja
A japán nyúl Japán négy nagy szigete közül Honsún, Sikokun és Kjúsún, valamint számos közeli kisebb szigeten (Szado, Oki, Avadzsi, Sodo stb.) őshonos. Hokkaidón nem él.
Leginkább a hegyvidékek erdeit, bozótos vidékeit kedveli, de előfordul a sík füves területeken és a szubalpin zónában is 2700 m magasságig. Jól alkalmazkodott a városok, mezőgazdasági területek terjedéséhez; annyira hogy egyes helyeken már kártevőnek számít.
Éjszakai életmódot folytat, táplálék után elsősorban este és hajnalban jár. Fűfélékkel, bokrok leveleivel táplálkozik, de télen megrágja a fiatal fák (pl. japánciprus, vörösvirágú juhar, császárfa) kérgét is, amivel jelentős károkat okozhat az erdőkben és gyümölcsösökben.

## Szaporodása

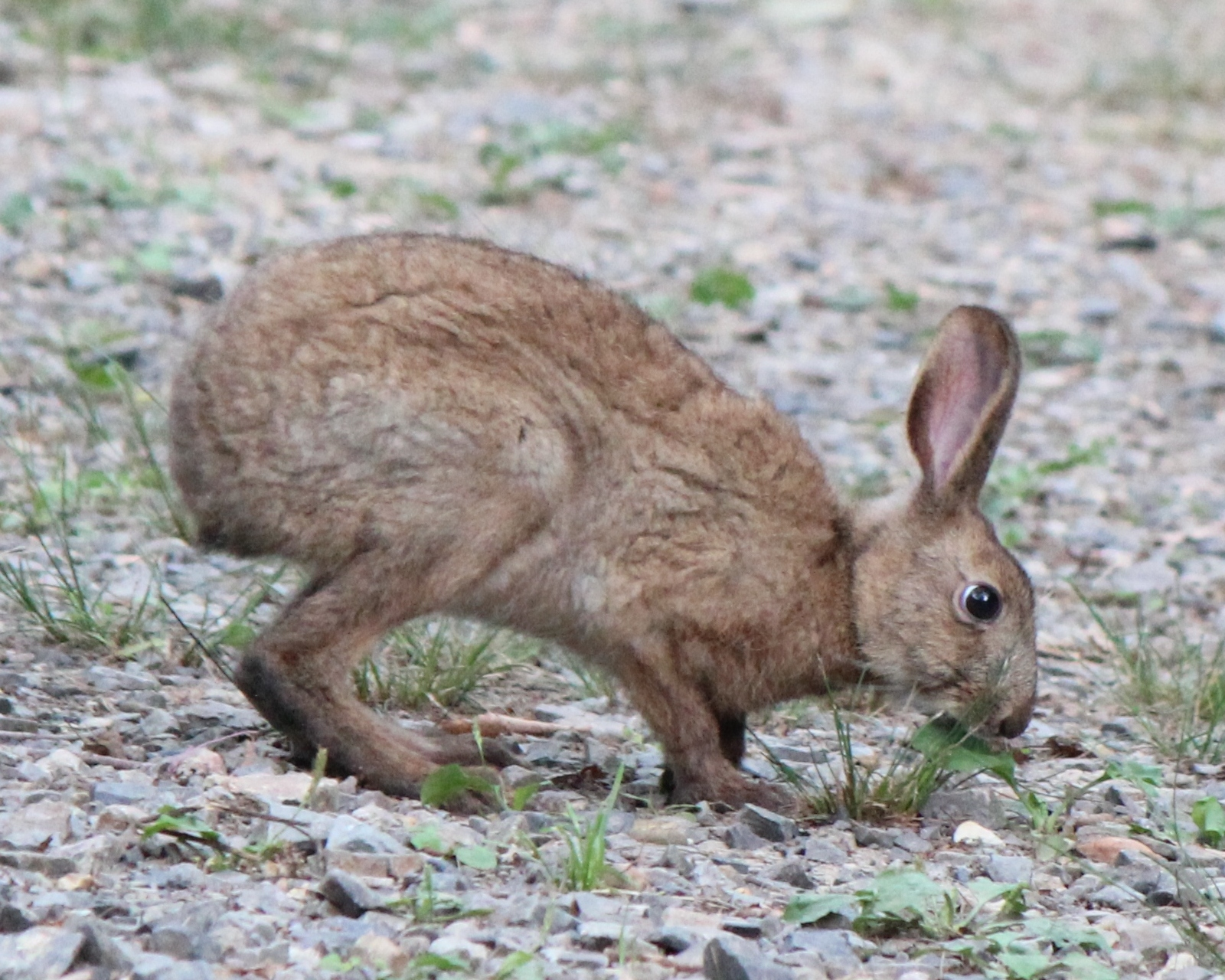

Magányos állat, csak a párzási időben – amely februártól júliusig húzódhat - verődik össze kisebb csapatokba. Ilyenkor néhány hím követ egy nőstényt; egymást két lábra állva, mellső lábaikkal taszigálva próbálják elzavarni. A nőstény egyszerre 1-6 kisnyúlnak ad életet, évente több (3-5) fészekaljat is felnevelhet. A nőstények körülbelül tíz hónapos korukban már ivarérettek.

## Környezetvédelmi helyzete
Elterjedési területén belül populációi stabilnak mondhatóak, bár egyes helyeken létszáma jelentősen lecsökkent a 70-es, 80-as évekhez képest, amikor a fakitermelések helyén növekvő fiatal erdőkben igen sok táplálékot találhattak. Szado szigetén a betelepített feketelábú nyest miatt esik a nyulak száma.
A nyúl szerepel a japán mitológiában is, Ókuninusi sintó isten egyik legendája arról szól, hogyan segített az Inabai Nyúlon.

### Fordítás
Ez a szócikk részben vagy egészben  a(z)   Японский заяц című orosz Wikipédia-szócikk ezen változatának fordításán alapul.  Az eredeti cikk szerkesztőit annak laptörténete sorolja fel. Ez a jelzés csupán a megfogalmazás eredetét és a szerzői jogokat jelzi, nem szolgál a cikkben szereplő információk forrásmegjelöléseként.